# 赖奇欣斯克
赖奇欣斯克（俄语：Райчи́хинск）是俄罗斯阿穆尔州的一座城市。2002年时有人口24,498人。
赖奇欣斯克的前身是1932年为开采当地煤矿尔建设的“赖契哈”工人村。1944年改为赖奇欣斯克市。是阿穆尔州重要的煤炭产地。该市最大的企业是阿穆尔斯基煤炭公司（塞维罗-沃斯托奇尼和耶尔科维茨基露天矿，Kontaktovy地点）。在他的政治生涯之前，亚历山大-亚历山德罗维奇-科兹洛夫是该控股公司的这个分支机构的总经理。